# Tombe des Lions rouges
La tombe des Lions rouges (en italien, Tomba dei Lioni rossi) est une tombe étrusque de la nécropole de Monterozzi dans la province de Viterbe du Latium (Italie).

## Description
La tombe à hypogée date du VIe siècle av. J.-C. et est constituée d'une seule chambre à plan rectangulaire et à poutre faîtière simulée (tombe a camera). Dans les demi-tympans deux lions couchés peints en rouge se font face.
Les seules autres décorations sont une frise à bandes sur le haut des parois et  le columen central peint en rouge.